# Diogenesia
Diogenesia es un género de plantas fanerógamas perteneciente a la familia Ericaceae.  Comprende 15 especies descritas y de estas, solo 13 aceptadas.

## Taxonomía
El género  fue descrito por Hermann Otto Sleumer y publicado en Notizblatt des Botanischen Gartens und Museums zu Berlin-Dahlem 12(112): 121. 1934.

## Especies aceptadas
A continuación se brinda un listado de las especies del género Diogenesia aceptadas hasta febrero de 2014, ordenadas alfabéticamente. Para cada una se indica el nombre binomial seguido del autor, abreviado según las convenciones y usos.
- Diogenesia alstoniana Sleumer
- Diogenesia amplectens
- Diogenesia andina
- Diogenesia boliviana
- Diogenesia caudata
- Diogenesia floribunda
- Diogenesia gracilipes
- Diogenesia laxa
- Diogenesia octandra
- Diogenesia racemosa
- Diogenesia tetrandra
- Diogenesia thibaudioides
- Diogenesia vargasiana